# Campoamor R-5
Campoamor R-5 är en ort i Spanien.   Den ligger i provinsen Provincia de Alicante och regionen Valencia, i den sydöstra delen av landet, 400 km sydost om huvudstaden Madrid. Campoamor R-5 ligger 117 meter över havet och antalet invånare är 500.
Terrängen runt Campoamor R-5 är lite kuperad. Havet är nära Campoamor R-5 åt sydost.  Närmaste större samhälle är Torrevieja, 9,8 km nordost om Campoamor R-5. Trakten runt Campoamor R-5 består till största delen av jordbruksmark.